# Numerical Wind Tunnel
Numerical Wind Tunnel (рус. Цифровая аэродинамическая труба; яп. 数値風洞) — векторный параллельный суперкомпьютер, созданный в 1993 году в Японии. Плод сотрудничества Японской национальной аэрокосмической лаборатории и компании Fujitsu. Вступил в строй в январе 1993 года. Использовался для решения широкого круга прикладных задач аэродинамики с помощью цифрового моделирования, показывая стабильную производительность близкую к 100 Гфлопс.
Это был первый в истории суперкомпьютер, перешагнувший барьер 100 Гфлопс на тесте Linpack. В период с ноября 1993 по июнь 1994 года со своими 140 векторными процессорами был самым мощным суперкомпьютером в мире по тесту Linpack, заняв верхнюю строчку рейтинга TOP500 с результатами Rmax 124,2 Гфлопс и Rpeak 235,8 Гфлопс.. В июне 1994 года он потерял первое место, но после увеличения количества процессоров до 166 снова вернулся на первое место с результатом 170 Гфлопс и оставался в верхней строчке списка до декабря 1995 года.

## История создания
Numerical Wind Tunnel (NWT) создавался с целью достичь производительности, в 100 раз большей, чем самая мощная машина FACOM VP-400, имевшаяся в распоряжении лаборатории. Это позволило бы решать уравнения Навье — Стокса с миллионом точек за 10 минут.
На основе разработок проекта NWT компания Fujitsu в сентябре 1992 года выпустила коммерческий суперкомпьютер VPP500, который является одним из немногих примеров успешного использования арсенида галлия в построении компьютерных систем.

## Описание
В окончательном варианте после апгрейда NWT состоял из 166 процессорных элементов (процессоров), каждый мощностью 1,7 Гфлопс, общей оперативной памятью 44,5 Гб и двух управляющих компьютеров. Каждый процессорный элемент содержал ЦПУ и модули памяти. Плата ЦПУ содержала БИС-микросхемы, созданные по нескольким технологиям: BiCMOS, ЭСЛ и на основе арсенида галлия, который считался в то время перспективным материалом для создания суперкомпьютеров будущего.
- Время на такт: 9,5 нс (на БИС из арсенида галлия удалось достичь времени переключения 60 псек[2]).
- Охлаждение: двухкаскадная воздушная система охлаждения: первая система охлаждала платы с микросхемами, а вторая — выводила тепло за пределы здания.
- Операционная система на процессорных элементах и управляющих компьютерах: UXP (основана на UNIX SVR4).
- Языки программирования: NWT-Fortran, Fortran-77, Fortran-90, C.
- Питание и потребляемая мощность: 1000 кВТ (3 кВт на каждый процессорный элемент).